# سکس کلاب

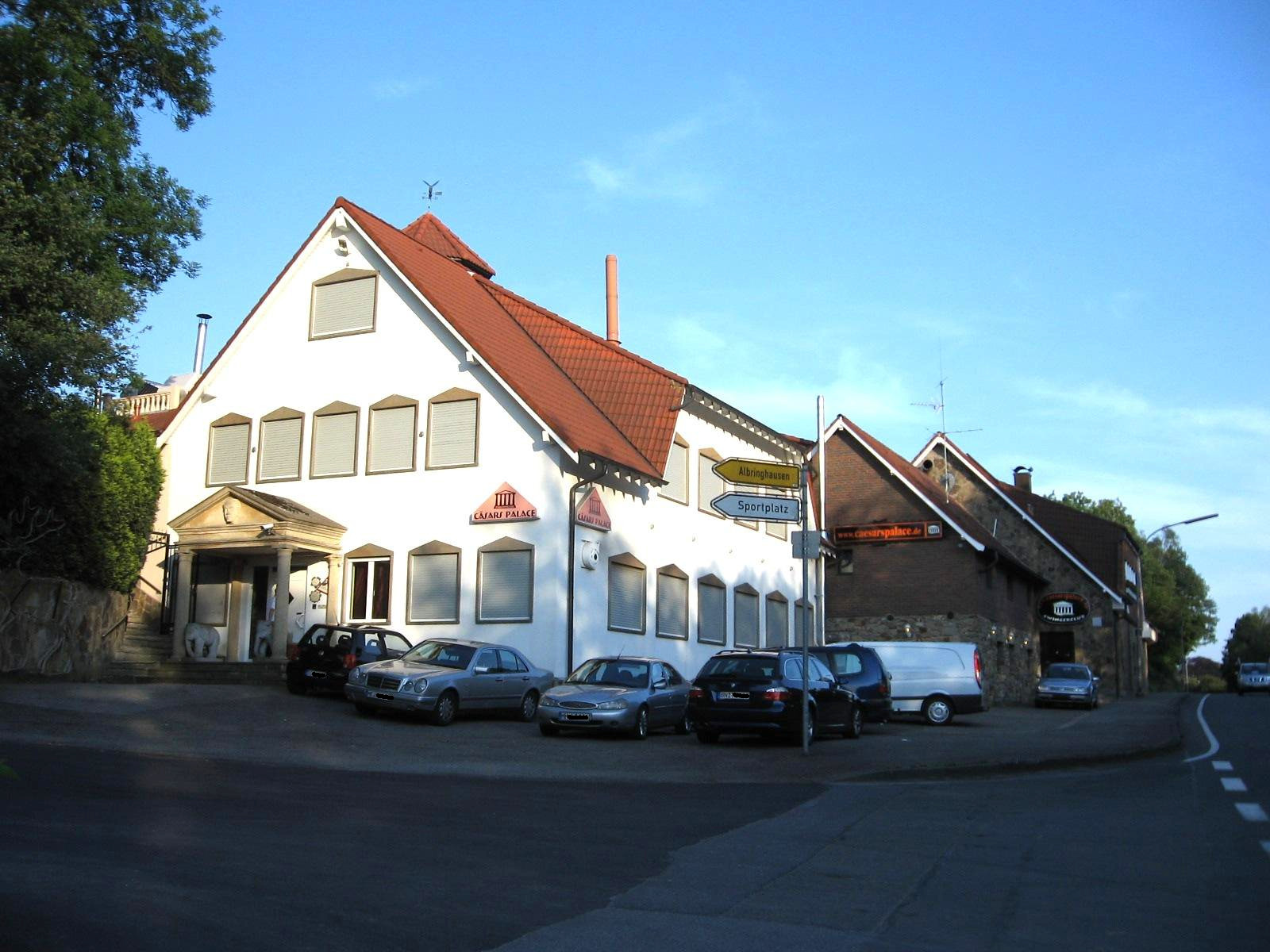
سکس کلابی نزدیک ووپرتال، آلمان

کلوپ‌های جنسی (به انگلیسی: Sex clubs) موسساتی رسمی و غیررسمی هستند که در آن مراجعان می‌توانند با سایر مراجعه‌کنندگان آمیزش جنسی داشته باشند. تفاوت سکس کلاب با روسپی‌خانه در این است که مشتریان سکس کلاب هزینه ورودی را پرداخت می‌کنند و ممکن است حق عضویت سالانه را نیز پرداخت کنند و تنها امکان رابطه جنسی با سایر مراجعان را دارند و نه با کارگران جنسی.